# Saint-Germain-du-Seudre

Saint-Germain-du-Seudre este o comună în departamentul Charente-Maritime, Franța. În 1 ianuarie 2022 avea o populație de 406 de locuitori.